# Антирезонанс

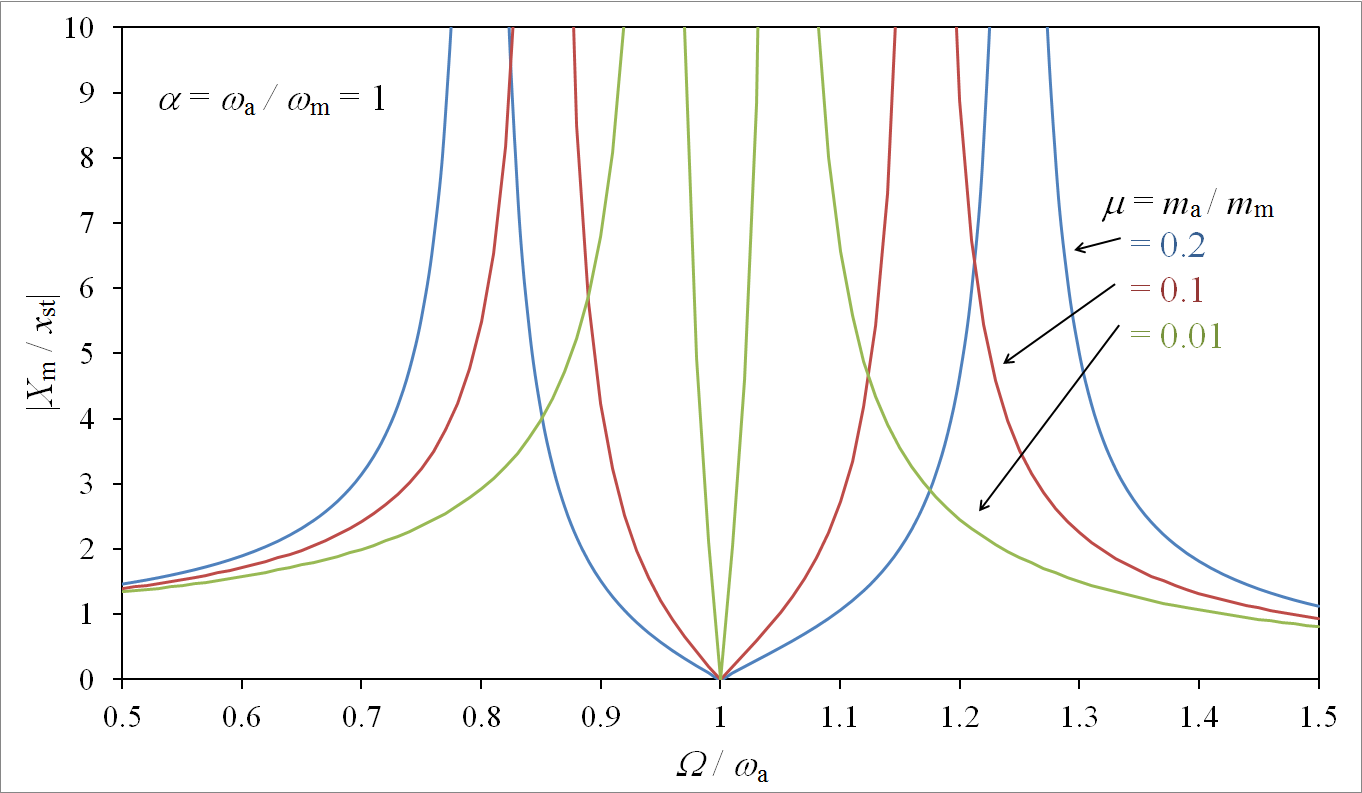
Антирезонанс в точке X=1

Антирезона́нс — особый случай резонанса, динамическое явление в колебательных системах, например, в акустике или электронике.

## Антирезонанс в акустике
При артикуляции некоторых звуков возникают условия, которые приводят к появлению так называемых антирезонансов. Антирезонансы речевого тракта, как это следует из названия, оказывают на колебания источника звука влияние, противоположное воздействию резонансов. Они резко ослабляют амплитуду составляющих с частотами, близкими собственной частоте антирезонанса, что выражается в образовании глубоких (до нуля) минимумов в передаточной функции речевого тракта или в сильном подавлении близких резонансных частот.

## Антирезонанс в механике
При некоторых условиях, для системы из двух тел, соединенных пружинами друг с другом и с неподвижной опорой, тело, к которому прикладывается возбуждающая сила, остается почти неподвижным. Это явление называется антирезонансом в механике. Явление антирезонанса в механике используется в динамических гасителях колебаний.